# Chrysler Saratoga
«Chrysler Saratoga» (Крайслер Саратоґа) — автомобіль компанії Chrysler, який використовував цю назву з 1939 по 1952, з 1957 по 1960 роки на ринку США, в Канаді аж до 1965 року, і в Європі з 1989 по 1995 роки.

## 1939—1942
Назва Saratoga вперше з'явилась у 1939 році і була присвоєна найбільш дорогим повнорозмірним моделям Chrysler з 8-ма циліндрами, нижче яких знаходились Imperial і New Yorker. Вона була доступна в кузові 4-дверного седана і клуб-купе Hayes. Ціни на седани C23 1939 року з 8-ма циліндрами були такі: Imperial — $1,198, New Yorker — $1,298 і Saratoga — $1,443. Суцільні ковпаки коліс були стандартом на моделі Saratoga.
В 1940 році, Chrysler приписав Saratoga до його серії C26 8-циліндрових моделей, разом з Traveler, який замінив моделі Imperial і New Yorker. Для 1940 року, автомобіль був доступний як 4-дверний седан, і в двох конфігураціях інтер'єру, стандартній і формальній спортивній. Пізніші моделі мали скляну перегородку за переднім сидінням, яка опускалась. Fluid Drive вперше пропонувався, підключений до 3-ступеневої ручної трансмісії.
В 1941 році, Saratoga був приписаний до серії C30 і був знижений до низу 8-циліндрової серії, заміняючи Traveler. Пропозиція кузовів розширилась до бізнес-купе, клуб-купе, 2-дверного седана і 4-верного Town Sedan, так само як і 6-віконний седан. Тут Saratoga пропонувався з Fluid Drive і 8-циліндровою версією Vacamatic, яка складалась з 3-ступеневої трансмісії, пов'язаної з передачею overdrive.
Моделі Saratoga 1940 року все ще пропонувались, але тепер під назвою Crown Imperial Special.
Для 1942 року серія C-36 Saratoga була знову доступна лише з 8-циліндровим двигуном, разом з таким самим вибором трансмісії, як у 1941 році. Вибір кузовів також залишився як у 1941.

## 1946—1952

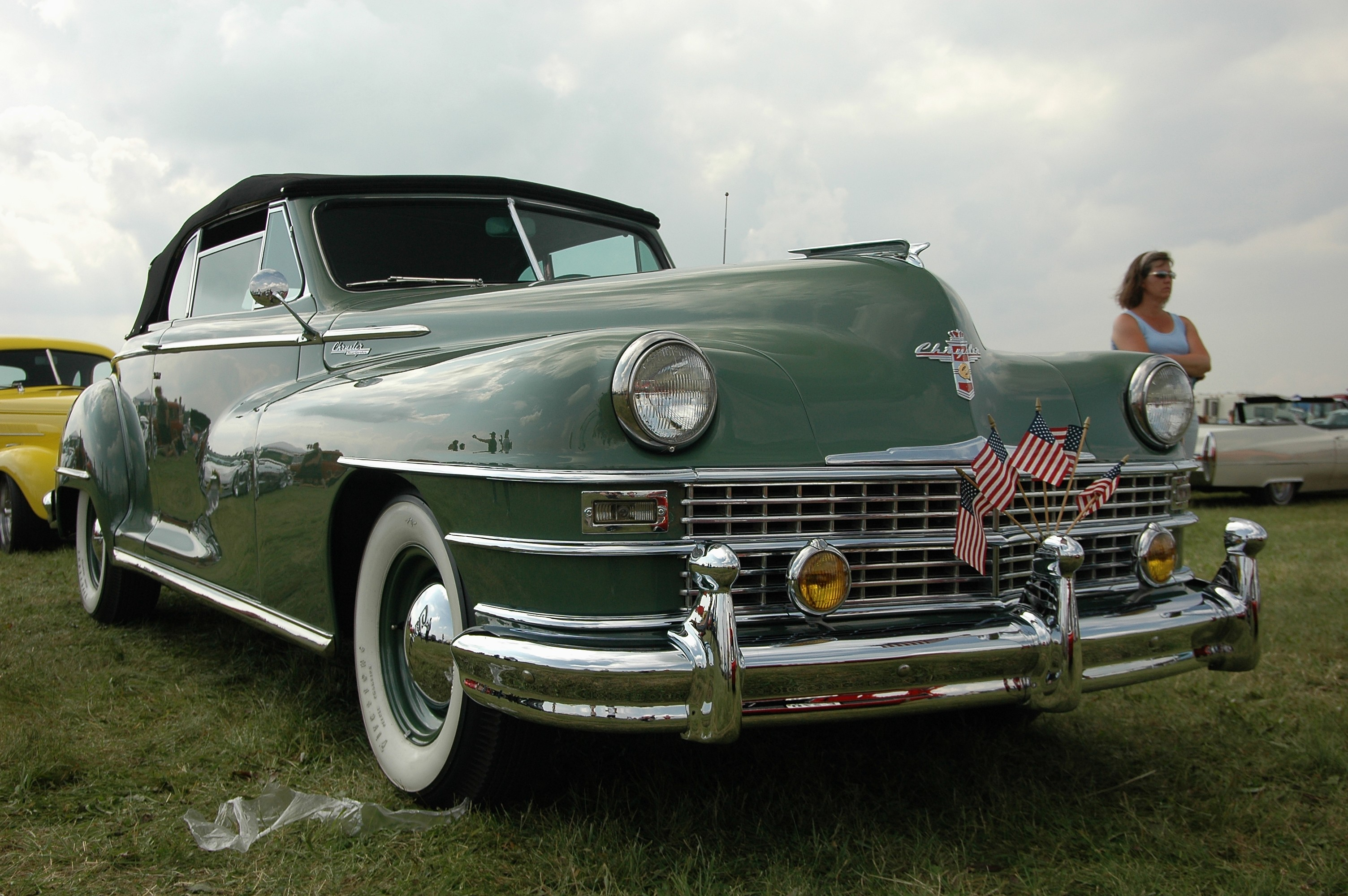
Модель 1940-х рр.

Табличка з назвою Saratoga повернулась в 1946 році, позиціонуючись як найменш дорога 8-циліндрова модель Chrysler, в повному строї кузовів, і був спорідненим з Chrysler Windsor і DeSoto Custom. Щорічні зміни стилю були майже непомітними між 1946 і «першою серією» Крайслера 1949 року. Через урядові обмеження на джерела товарів виробників, Chrysler пропонував білі сталеві «гарні обода» на колеса свої автомобілів, щоб надати вигляд широких білостінних шин (вайтволли). Вайтволли повернулись як опція в 1947 році. Fluid Drive був і надалі, але тепер пропонувалась і 4-ступенева напівавтоматична трансмісія.
Коли запустилась в середині сезону повністю рестайлингова «друга серія» Крайслера 1949 року, Saratoga був знову обмежений двома кузовами, 4-дверний седан і 2-дверне клуб-купе, і ділив 131.5-дюймову колісну базу і рядний 8-циліндровий двигун Chrysler New Yorker. Напівавтоматична трансмісія тепер називалась Prestomatic на Крайслерах. Виробництво Saratoga для 1949 року склало в сумі 2,475 машин.
Моделі 1950 року отримали нові решітки радіатора, задні ліхтарі і більше заднє скло. Продажі впали до 1,300 машин.

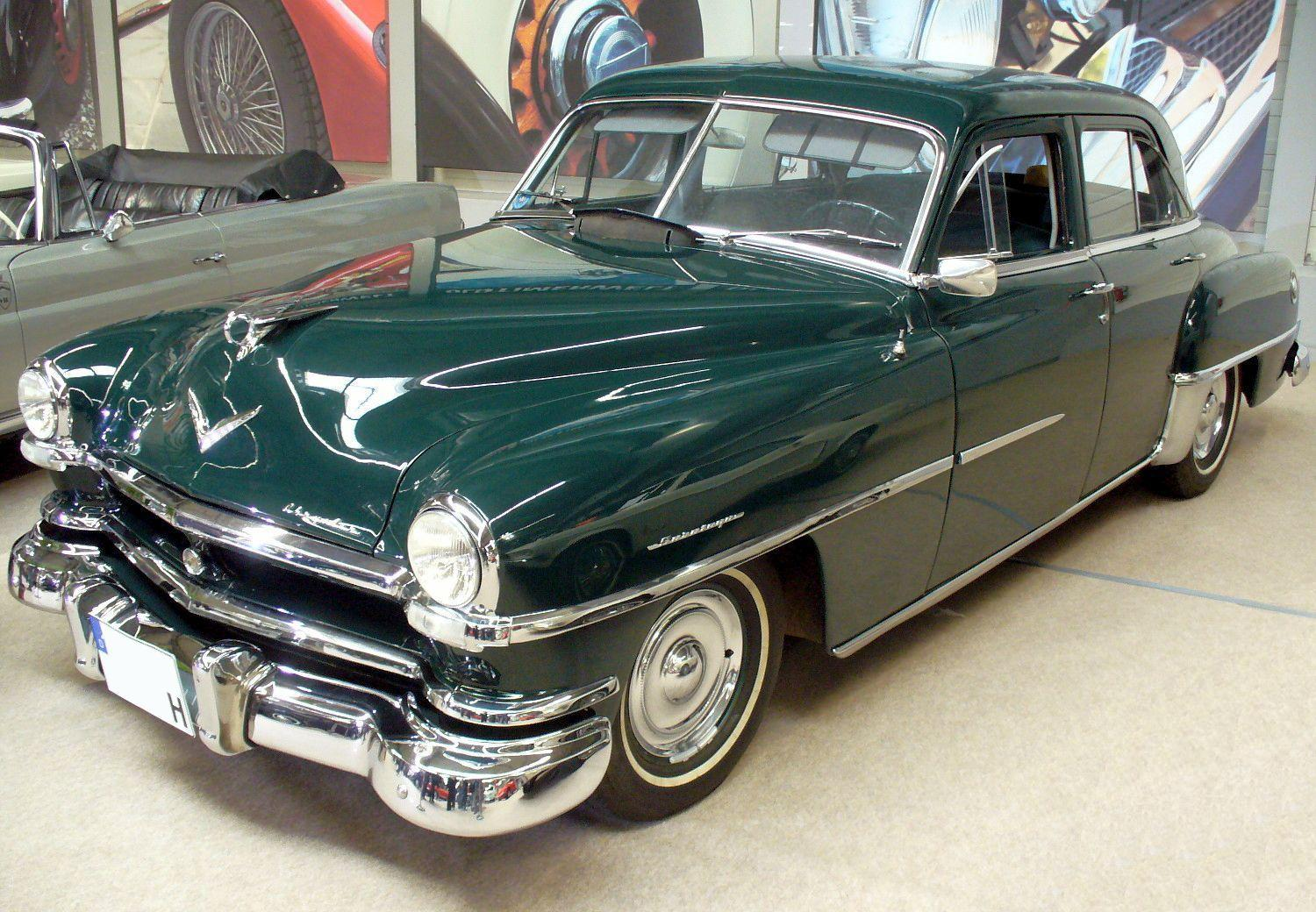
Модель 1951 року

Для 1951 року Saratoga був побудований на коротшій 125.5-дюймовій колісній базі, але пропонувався зі славним крайслерівським Hemi V8. Також пропонувався гідропідсилювач керма, перший в галузі, і Fluid Torque Drive, справжній гідротрансформатор на місці гідромуфти Fluid Drive.
Вибір моделей також збільшився для 1951 року з універсалом і ще 8-місний седан і лімузин на 139.5-дюймовій колісній базі. Ця комбінація коротшого, легшого 6-віконного кузова і потужного нового V8 поставила новий Hemi Saratoga в ту саму лігу продуктивності, що й Olds Rocket 88, але він був швидшим автомобілем. 1951 рік довів бути великим з побудованими 34,806 автомобілями.
1952 рік приніс нові задні ліхтарі, в той час як лімузин був відкинений. У зв'язку з Корейською війною, виробництво впало до 17,401 машин для 1952 модельного року. Ще 1,300 моделей Saratoga були побудовані в Канаді, перші 8-циліндрові Chrysler, які вийшли із заводу Windsor з 1937 року.
Для 1953 року Saratoga був перейменованим New Yorker, в той час як старий New Yorker став New Yorker DeLuxe. Назва Saratoga знову з'явиться в 1957 році.

## 1957—1960

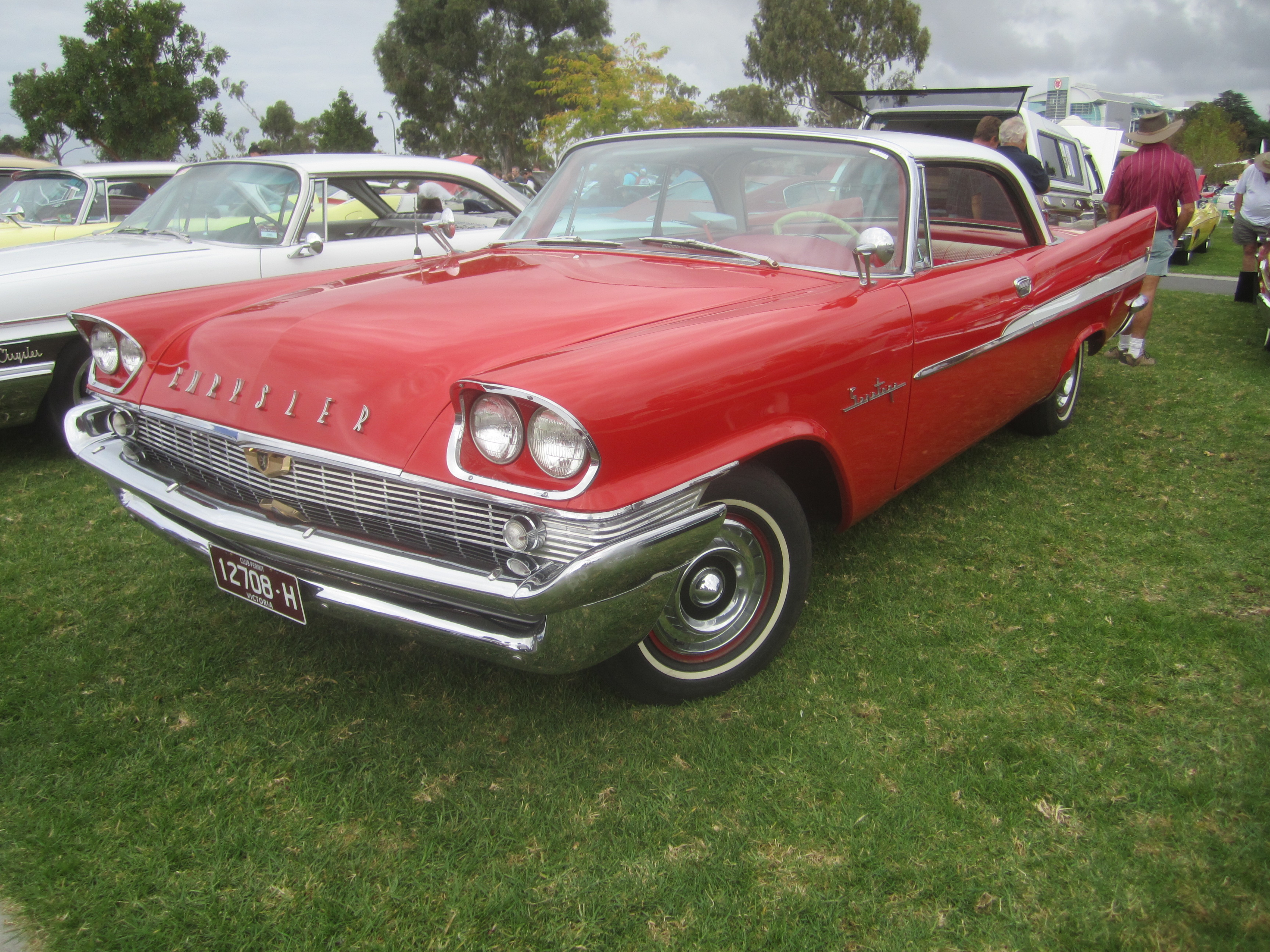
Модель 1958 року

Chrysler знову використав назву Saratoga в 1957 році як частину його стилю «Forward Look» Вірджила Екснера. Знову Saratoga позиціонувався між базовими Windsor і топовими моделями New Yorker, і був споріднений з DeSoto Firedome, але отримав оновлене оздоблення і краще обладнання пасажирського відділу всередині. Базовий V8 на Saratoga був з чавунним блоком і головками, який ділився з Windsor. Високо хвалений Hemi Крайслера не був доступний як опція. Моделі початку 1957 року мали подвійні передні фари, тоді як опційні чотири фари дозволялись законом певного штату. До кінця модельного року всі Saratoga були обладнані чотирма передніми фарами.
Для 1958 року, всі Windsor були зміщені на 122-дюймове шасі Dodge, і використовували видозмінений дизайн передка, частково похідний від Dodge — це було особливо видно навколо передніх фар Windsor. Saratoga продовжував стояти на довшій 126-дюймовій колісній базі, використовуючи кузов New Yorker і знов був доступний в трьох кузовах — 4-дверний седан, 4-дверний хардтоп і 2-дверне хардтоп купе.
В Канаді, Saratoga 1957—1958 рр. продавався як Windsor. Американський Windsor не продавався в Канаді, хоча універсали Windsor імпортувались.

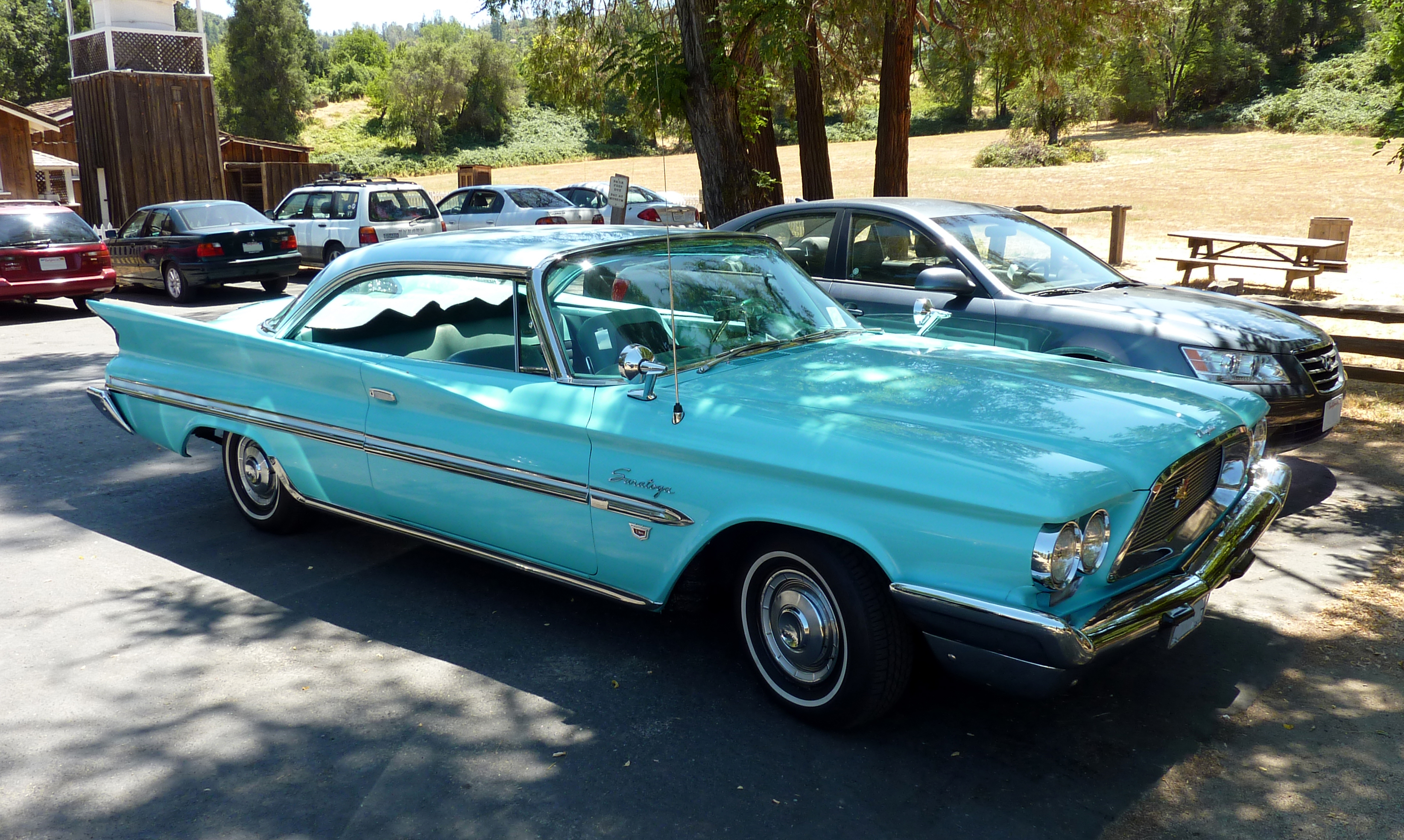
Модель 1960 року

В 1959 році, Saratoga залишився на довшій колісній базі Chrysler і в тих самих трьох моделях. Saratoga продавався вже як Saratoga в Канаді цього року, ділячи свій інтер'єр з побудованим в Канаді DeSoto Firedome. Для 1959 року Saratoga отримав новий двигун RB V8, хоча він був тільки для Chrysler 383 куб. дюймовий в 1959 і 1960 році. Побудовані в Канаді Saratoga 1959—1960 рр. використовували блок B 383, як і Dodge, і DeSoto.
В своєму фінальному в США році, Chrysler Saratoga 1960 року базувався повністю на кузові New Yorker, аніж на оздобленнях New Yorker, і знову пропонувався в трьох кузовах — 4-дверний седан, 4-дверний хардтоп і 2-дверне хардтоп купе. 15,525 Крайслерів Saratoga 1960 року виїхали з конвеєра.

## 1961—1965

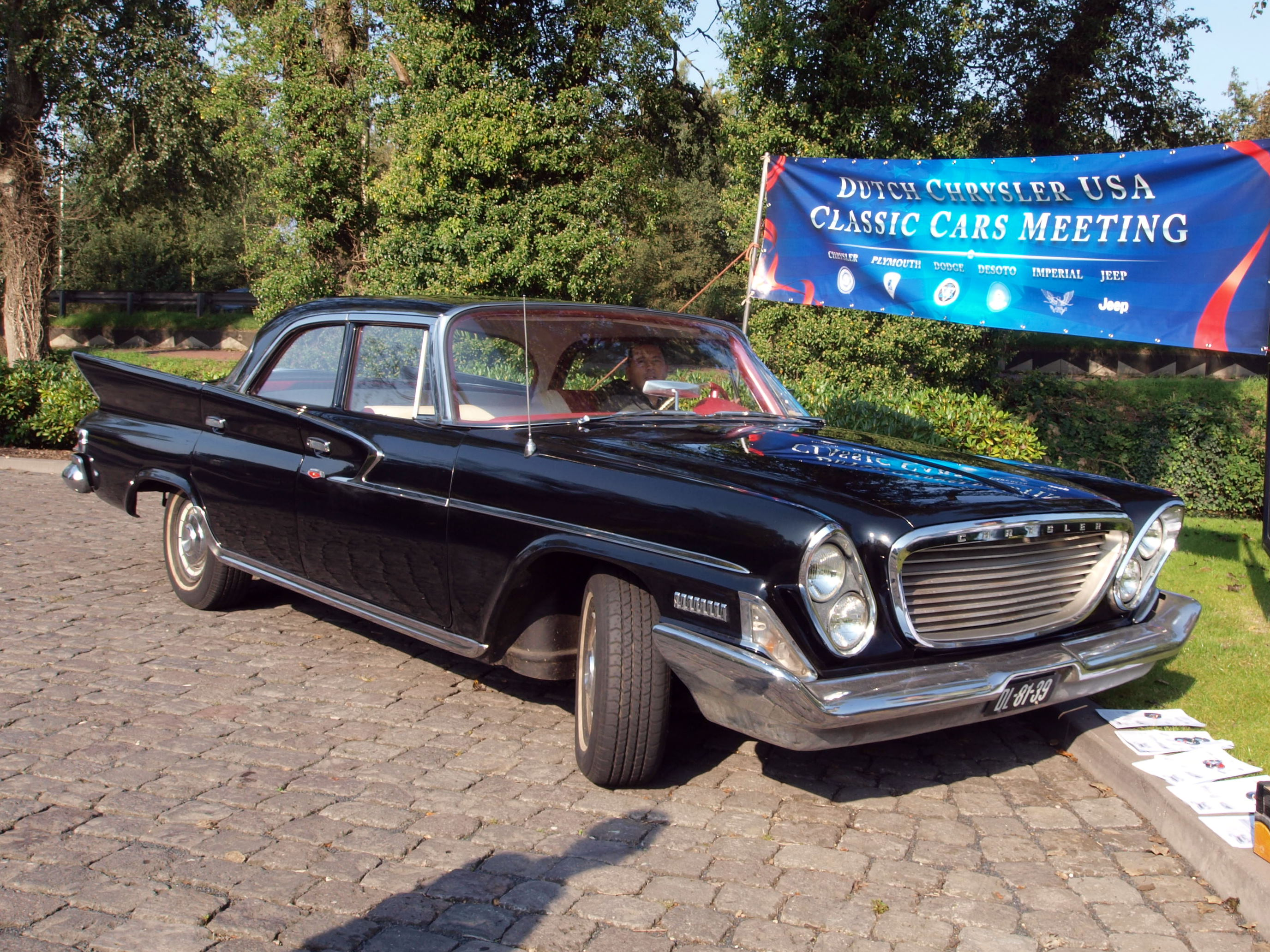
Модель 1961 року

В 1961 році, Chrysler вирішив випустити нову модель початкового рівня низької ціни під назвою Chrysler Newport для американського ринку, назва, яка в 1961 році спільно асоціювалась з дорогими хардтопами Chrysler на початку і всередині 1950-х рр. для охоплення вільного сегменту ринку від скасованого бренду Крайслера DeSoto. В той час як Newport став на місце лінійки Windsor, компанія скасувала середню модель Saratoga, і підняла назву Windsor до середньої позиції.
В Канаді Saratoga продовжився аж до 1965 року із залишеною лінійкою Windsor внизу. Таким чином канадський Saratoga 1961 року був в основі американським Windsor з табличками з назвою Saratoga на 122-дюймовій колісній базі.
Для 1962 року канадські моделі не отримали нового спортивного 300, але замість нього отримали Saratoga. Решітка радіатора ділилась з моделями Newport/Windsor, тоді як бокове оздоблення було з американського Newport. Кришка багажника мала оздоблення New Yorker. Модель залишилась пропонуватись як 4-дверний седан і хардтоп, плюс 2-дверний хардтоп.

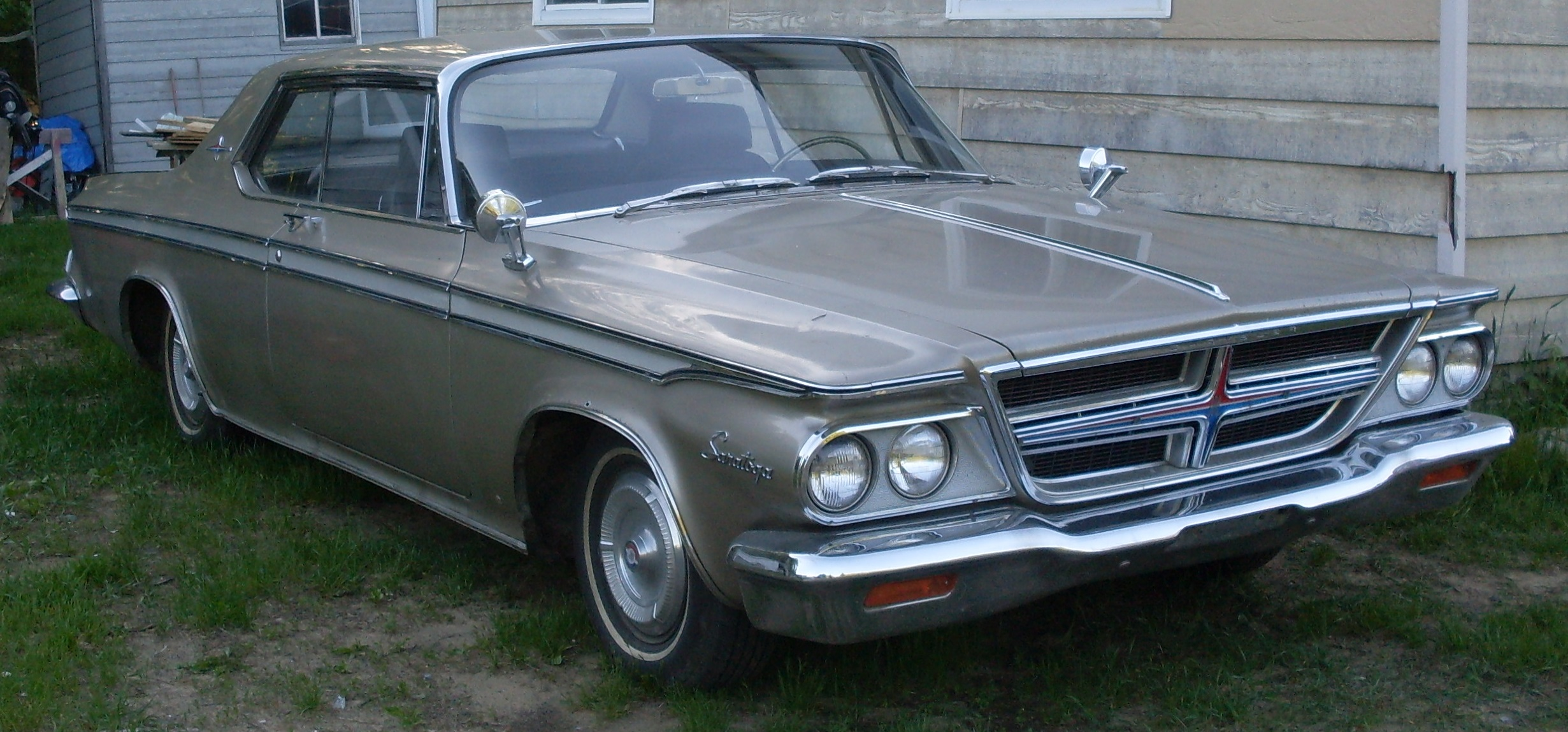
Модель 1963 року

Нові кузова з'явились в 1963 році, але канадський Saratoga використовував ту саму решітку радіатора і оздоблення як і американський 300, лише з табличками «Saratoga 300», як тепер називалась серія. Кузова залишились тими самими і цього року імпортувався кабріолет 300.
Хоча американський 300 1964 року продовжував використовувати кільця на передніх фарах 1963 року, канадський Saratoga 300 використовував передні фари з Newport/Windsor. Американський кабріолет 300 продовжував бути імпортним.
1965 приніс повністю нові кузова «C» на 124-дюймовій колісній базі. Знову, канадський Saratoga 300 був ідентичний американському 300. Це був останній рік для Saratoga, проданому в Північній Америці.
Для 1966 року середня серія Chrysler в Канаді продавалась як 300, окрім задніх ліхтарів Newport/Windsor. Так само були три моделі, але цього року американські кабріолет і 2-дверний хардтоп 300 імпортувались і продавались як Sport 300.

## 1989—1994

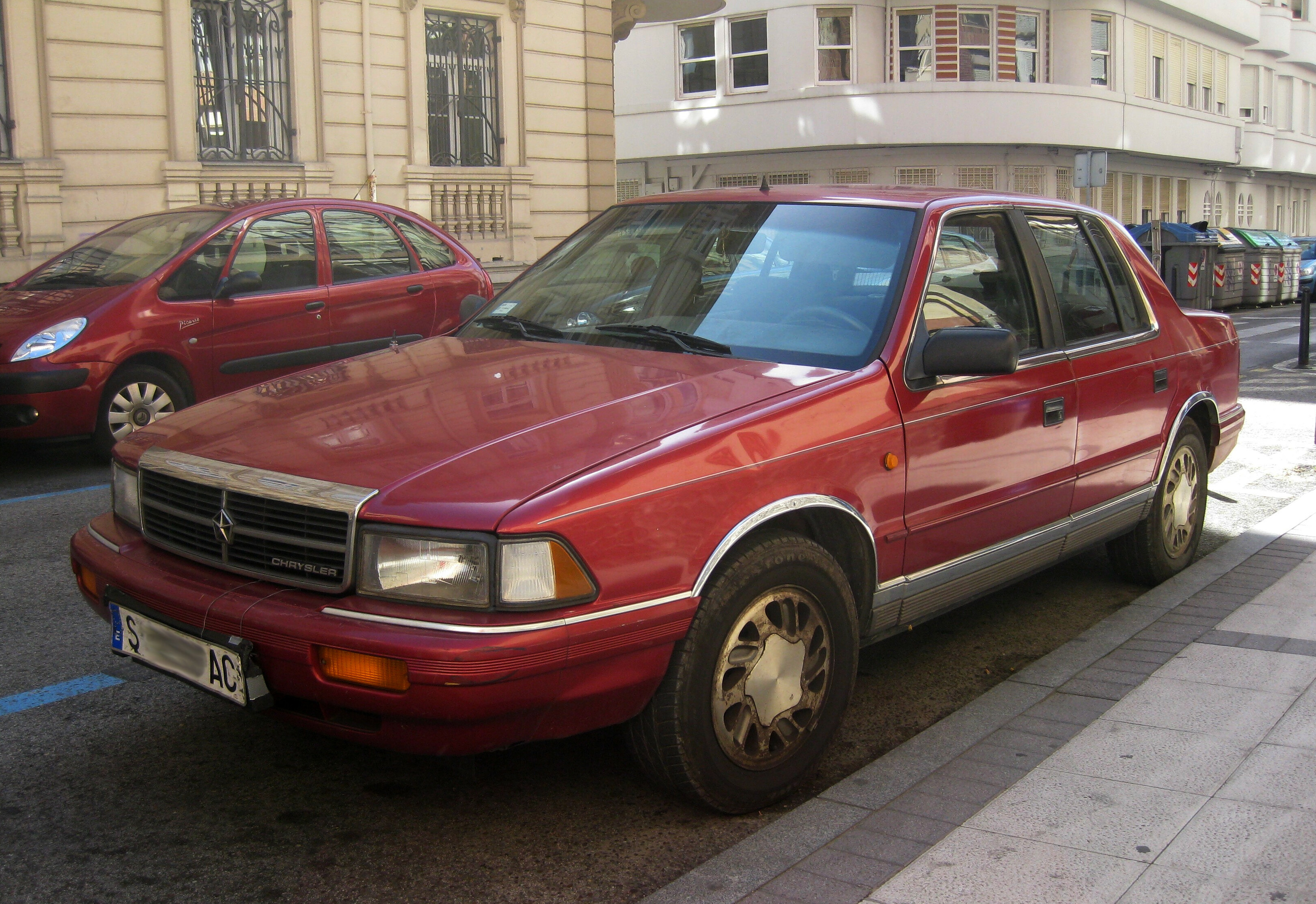
Модель 1990-х рр.

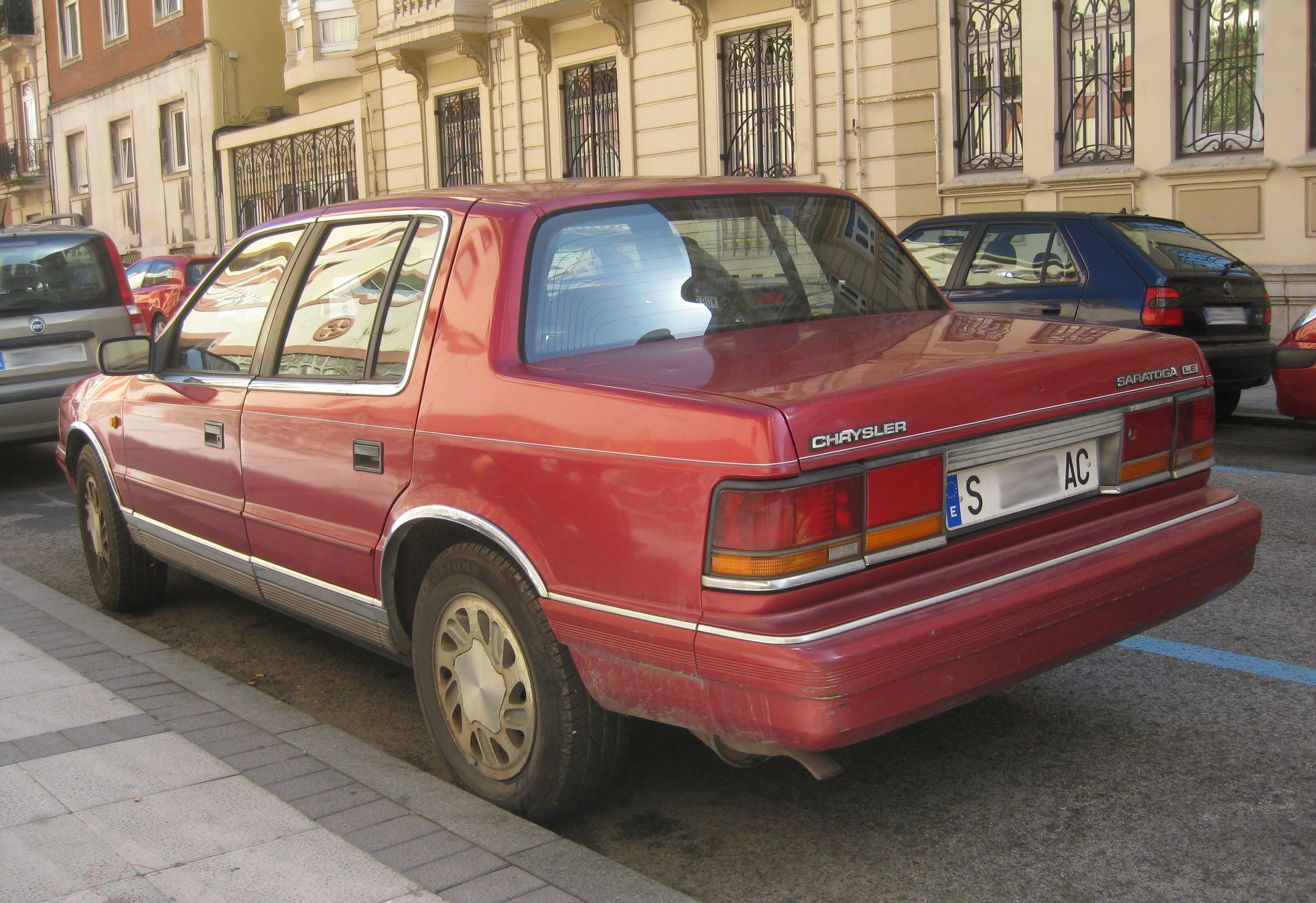

Назва Saratoga була відроджена в 1989 році, коли Chrysler перейменував свій седан Dodge Spirit для експорту в Європу. Продаж цього Saratoga був офіційно припинений в 1993 році, але Saratoga продовжували будувати і експортувати, і унікальні для нього запчастини подавались в каталогах аж до 1995 року, кінця виробництва кузова A.
Ці Saratoga для експортного ринку не були просто Dodge Spirit з іншими табличками з назвою. Різні вимоги безпеки стосовно автомобілів в решті частині світу проти Північної Америки вимусило Saratoga мати інші передні фари і передні, бокові й задні габаритні ліхтарі й світловідбивачі, скло, дзеркала, ремені безпеки, ящик з інструментами і радіо; показники контролю за двигуном були встановлені, згідно з європейськими нормами викидів, аніж з північноамериканськими стандартами. Всі Saratoga мали передні окремі сидіння. Базове обладнання включало 2.5-літровий 4-циліндровий двигун з дроселем впорскування палива і 5-ступеневою ручною трансмісією; зазвичай агрегат, який найбільше замовлявся, був Mitsubishi 3.0 л V6 з A604 Ultradrive 4-ступеневою автоматичною трансмісією, хоча турбо-версія 2.5 була також доступна з 3-ступеневою автоматичною Torqueflite чи 5-ступеневою ручою КПП. Починаючи в 1993, Saratoga був доступний зі шкіряними сидіннями й іншим розкішним оснащенням, яке не впроваджувалось на північноамериканському ринку. Більшість 1993 і пізніших Saratoga були обладнані V6/4-ступеневою автоматичною трансмісією. Всі Saratoga оснащались підвіскою найвищої специфікації і системою гальм, виготовленою Крайслером спеціально для кузова A.
Останні Saratoga, продані в 1994 і 1995 роках, базувались на седані Chrysler LeBaron для ринку США. Їх можна відрізнити за додатковим хромом на крилах і значком «LE» на кришці багажника. Ці моделі оснащувались 3.0-літровим двигуном Mitsubishi V6, автоматичною трансмісією A604, шкіряними сидіннями і кондиціонером. Виробництво Saratoga закінчилось 9 грудня, 1994 року.

### Двигуни
- 2.5 L K I4 100 к.с.
- 2.5 L Turbo I I4 150 к.с.
- 3.0 L Mitsubishi 6G72 V6 141 к.с.